# Stenocrates laevicollis
Stenocrates laevicollis är en skalbaggsart som beskrevs av Kirsch 1870. Stenocrates laevicollis ingår i släktet Stenocrates och familjen Dynastidae. Inga underarter finns listade i Catalogue of Life.